# ChEBI
ChEBI（Chemical Entities of Biological Interest）是一个收录生物医学相关化学条目的数据库，它是开放式生物医学本体的一部分，提供HTTP和匿名FTP服务。